# Hind bint 'Utba
 (juillet 2013).
Si vous disposez d'ouvrages ou d'articles de référence ou si vous connaissez des sites web de qualité traitant du thème abordé ici, merci de compléter l'article en donnant les références utiles à sa vérifiabilité et en les liant à la section « Notes et références ».
Hind bint 'Utba Ibn Rabi'ah (née en 584 et morte vers 610 ou 635) est la femme d'Abu Sufyan Ibn Harb Al-Umawî, dirigeant de la tribu quraychite cousin et adversaire du prophète Mahomet, et la mère de Muʿawiya Ier.

## Biographie
Hind bint 'Utba Ibn Rabi'ah perd son père, son frère et son oncle lors de la bataille de Badr, mais son mari lui assure que la mort de sa famille sera vengée. Hamza ibn Abd al-Muttalib, oncle et compagnon de Mahomet, étant soupçonné d'être le tueur, elle promet une récompense à celui qui lui amènerait son foie (ou son cœur). Lorsque Hamza est tué, frappé par une lance lors de la bataille de Uhud, son foie est rapporté à Hind afin qu'elle puisse le manger.[réf. nécessaire]
Lors de la bataille de Uhud, Hind danse sur une colline surplombant le champ de bataille. Elle crie sa haine de l'islam et encourage les Mecquois à redoubler d'ardeur contre les musulmans. Plusieurs soldats musulmans (dont Abu Dudjana) ont eu l'occasion de la tuer, mais ont renoncé en réalisant qu'il s'agissait d'une femme.
Elle fait partie des femmes de La Mecque qui prêtent allégeance au prophète Mahomet, bien que cet acte ait été réalisé à contre-cœur. Elle se convertit à l'islam à la suite de la conquête de La Mecque en 630.[réf. nécessaire]